# Lenart (ime)
Lenart je moško osebno ime.

## Izvor
Ime Lenart izhaja iz nemškega imena Leonhard, ki je zloženo iz starovisokonemških  besed  lewo (lev) in hart (močen, drzen).

## Različice imena
- moške oblike imena: Lenard, Lenardo, Leno, Leo, Leon, Leonard, Leonardo, Leonhard, Lun, Nardi, Nardo
- ženske oblike imena: Leonarda, Leona, Leonara

## Tujejezikovne oblike imena
- pri Belgijcih-Flamcih in Nizozemcih: Leynaert
- pri Dancih, Norvežanih, tudi Fincih, Estoncih: Lennart
- pri Francozih: Léonard, Lénard, Liénard
- pri Hrvatih in Srbih: Linard, Linart, Lunardo
- pri Italijanih: Leonardo
- pri Švedih: Lennart, Linnart

## Pogostost imena
Po podatkih Statističnega urada Republike Slovenije je bilo na dan 1.januar 2020 v Sloveniji število moških oseb z imenom Lenart: 882. Med vsemi moškimi imeni pa je ime Lenart po pogostosti uporabe uvrščeno na 257. mesto.

## Osebni praznik
V koledarju je ime Lenart zapisano 6. in 26. novembra.

## Znane osebe
Lenart Škof, Lenart Zajc

## Priimki nastali iz imena
Iz imena Lenart in njegovih različic so na Slovenskem nastali priimki: Lenarčič, Lenard, Lenardič, Lenaršič, Lenart, Lenardič, Lenič in drugi.

## Zanimivosti
- Ime Franc Pasterk-Lenart (1912 Lobnik/Železna Kapla-1943 Podkraj/Mežica), poveljnik Koroškega bataljona, narodni heroj. Dezertiral iz nemške vojske, priključil k partizanom in ob ustanovitvi Koroškega bataljona postal prvi poveljnik. Smrtno ranjen med uspešnim napadom.
- V Sloveniji je 57 cerkva sv. Lenarta. Po njih so poimenovana nekatera naselja: Lenart nad Lušo, Lenart pri Gornjem Gradu, Lenart v Slovenskih Goricah.